# Specialisatie (biologie)
Specialisatie kan in de biologie meerdere betekenissen hebben:
- Specialisatie van cellen gedurende celdifferentiatie
- Specialisatie in meercellige organismen; de vorming van verschillende weefsels met ieder een eigen functie
- Specialisatie van organen; de vorming van organen met ieder hun eigen functie binnen het orgaansysteem
- Specialisatie binnen de evolutie van organismen als gevolg van adaptatie
- Specialisatie van soorten binnen een habitat of ecologische niche (zie ook ubiquist.)
- Specialisatie binnen het vak biologie; bijvoorbeeld plantkunde of moleculaire biologie
- Medisch specialisme